# 宁郭镇
宁郭镇，是中华人民共和国河南省焦作市武陟县下辖的一个乡镇级行政单位。

## 行政区划
宁郭镇下辖以下地区：
宁郭村、后庄村、郭村、邱庄村、东尚村、大驾村、黄庄村、石庄村、北田村、南田村、代村、丰顺村、留后村、张桥村、大油村、小油村、小麻村、大麻村、张庄村、大聂村、中聂村、小聂村和乔洼村。